# Afel Bocoum
Pour les articles homonymes, voir Bocoum.
Afel Bocoum est un musicien, guitariste et chanteur malien, né à Niafunké en 1955.
Afel Bocoum est né d’une mère peule et d’un père sonrhaï, musicien. Ayant fait des études agricoles, il travaille à partir de 1978 dans le secteur du développement agricole.
En 1968, âgé de 13 ans, Afel Bocoum rejoint son oncle Ali Farka Touré, natif aussi de Niafunké, au sein du groupe Asco. Il quitte le groupe en 1978 mais poursuit sa collaboration avec Ali Farka Touré pendant une trentaine d’années.
Dans les années 1980, il fonde son propre groupe qu’il baptise Alkibar — ce qui signifie « messager du grand fleuve », en langue sonrhaï. Il utilise des instruments traditionnels comme la njarka (violon à une corde), la njurkel (guitare à deux cordes), la calebasse, à côté de la guitare acoustique. En 1997, il produit un premier album.
Afel Bocoum chante principalement en sonrhaï, sa langue maternelle, en fulfulde, langue des peulhs du Mali, mais aussi en tamasheq, la langue des Touaregs, ainsi qu'en bambara. Ses chansons évoquent l’évolution de la société malienne, la reconnaissance des droits des femmes, les mariages forcés, le respect.

## Discographie
- 1999 : Alkibar
- 2002 : Musique du Mali avec d'autres artistes
- 2006 : Niger